# Henschel Quartett
Das Henschel Quartett ist ein deutsches Streichquartett, das seit 1994 existiert. Es besteht aus den Christoph Henschel (Violine), Monika Henschel (Viola), Mathias Beyer-Karlshøj (Cello) und Teresa la Cour (Violine).

## Ausbildung
Ihre Ausbildung erhielten die Geschwister Christoph, Markus (Mitglied bis 2010) und Monika Henschel durch Felix Andrievsky, Vertreter der Moskauer Violinschule (Yampolsky/Yuri Yankelevich), ergänzt durch Begegnungen mit Max Rostal, und erlangten 1988 ihr Diplom am Royal College of Music in London. Mathias Beyer-Karlshøj studierte bei dem schwedischen Cellisten Thorleif Thedeen und erhielt sein Diplom 1996 vom Kongelige Danske Musikkonservatorium in Kopenhagen. Ein musikalischer Austausch fand zudem mit Sergiu Celibidache statt sowie mit Franz Beyer von der Musikhochschule München.
Für die musikalische Entwicklung als Ensemble waren vor allem die Londoner Meisterklassen und das Gaststudium an der Musikhochschule Köln beim Amadeus-Quartett richtungsweisend. Sie belegten Kurse bei Mitgliedern der Quartette LaSalle und Alban Berg.
1994 war das Ensemble „Quartet-in-Residence“ des Aldeburgh Festival und 1995/96 des Tanglewood Music Festival. Dort vermittelten Louis Krasner und Eugene Lehner, die selbst mit Komponisten wie Béla Bartók oder Arnold Schönberg gearbeitet hatten, dem Quartett unmittelbare Einsichten in die Werke der Neuen Wiener Schule.

## Repertoire und Uraufführungen
Das Repertoire des Henschel Quartetts umfasst mehr als 200 Werke aus Klassik und Romantik, aus dem 20. Jahrhundert und der zeitgenössischen Musik.
Das Quartett hat Werke vieler zeitgenössischer Komponisten uraufgeführt, von Günter Bialas bis Manfred Trojahn und spielte auch Uraufführungen wiederentdeckter Werke berühmter Komponisten der Vergangenheit: 2006 die konzertante Uraufführung von Sergiu Celibidaches Taschengarten im Münchner Herkulessaal zusammen mit der Jungen Münchner Philharmonie, 2007 des Streichquartettsatzes von Carl Orff im Carl-Orff-Zentrum München und 2008 des zweiten Streichquintetts von Max Bruch in der Wigmore Hall in London.

## Auszeichnungen und wichtige Stationen
- 1995 gewann das Henschel Quartett 5 Preise bei internationalen Wettbewerben in Evian, Banff und Salzburg für die besten Interpretationen von Mozart bis zu zeitgenössischen Werken. Zudem fand im selben Jahr die erste Japantournee gemeinsam mit den Mitgliedern des Amadeus-Quartetts als „Ensemble Amadeus“ statt.
- 1996 1. Preis und die Goldmedaille beim Internationalen Streichquartettwettbewerb in Osaka.
- 2001 gelang der internationale Durchbruch als Einspringer für das Juilliard String Quartet in Londons Wigmore Hall.
- 2002 spielte das Henschel Quartett den ersten Beethoven Gesamtzyklus an 6 Abenden in Kopenhagen/Tivoli. Weitere Zyklen u. a. in der Suntory Hall Tokyo.
- 2007 war das Quartett Kulturbotschafter Deutschlands bei der Jubiläumsfeier des Europalia Festivals in Brüssel.
- 2015 gewinnt das Henschel Quartett den Orlando Preis des Dubrovnik Festivals.

## CD-Einspielungen
Für seine CD-Aufnahmen klassischen/romantischen Repertoires bei SONY BMG, bei der EMI und der Deutschen Grammophon erhielt das Henschel Quartett zahlreiche Preise, Nominierungen und Auszeichnungen, u. a.:
- Preis der Deutschen Schallplattenkritik
- Midem Cannes
- CD des Jahres der Neuen Musikzeitung nmz

Bei dem 2007 gegründeten CD Label NEOS Music hat das Ensemble Werke des 20. Jahrhunderts und zeitgenössische Musik eingespielt.

## Unterrichtstätigkeit und gesellschaftliches Engagement
Seit 1998 unterrichtet das Henschel Quartett und gibt regelmäßig Meisterklassen an Universitäten und Musikfakultäten, unter anderem am MIT (USA), am Royal Northern College of Music Manchester (Großbritannien), an der University of Melbourne (Australien) und der Universität Tōkyō Geijutsu Daigaku (Tōkyō Geidai).
Zudem engagiert sich das Henschel Quartett für den gegenseitigen Austausch mit anderen Ensembles und setzt sich dafür ein, in der Kammermusik neue Trägerstrukturen zu schaffen. Seit 1997 lädt das Quartett jedes Jahr ein neues Kollegenensemble in das Kloster Seligenstadt zum eigenen Streicherfestival im Rahmen der Seligenstädter Klosterkonzerte ein.
Von Beginn an setzte sich das Quartett für Kinder und Jugendliche ein. Die gemeinnützige Organisation „Freunde des Henschel Quartetts zur Förderung der Kammermusik“ widmet sich seit 2001 der Jugendförderung, aber auch der Öffnung und Erweiterung der Kammermusikszene. Als  Botschafter für SOS-Kinderdorf engagiert sich das Henschel Quartett mit Kinder- und Jugendworkshops, Konzerten und einer CD-Einspielung zugunsten der SOS-Kinderdörfer.